# قذيفة أعماق

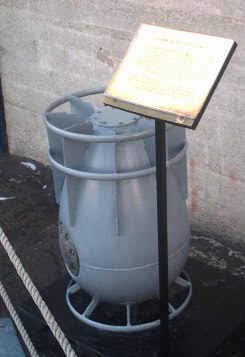
قذيفة أعماق من نوع "مارك التاسعة" (Mark IX) والمستخدمة من قبل البحرية الامريكية في وقت متأخر من الحرب العالمية الثانية.

قذيفة أو قنبلة أعماق (بالإنجليزية: depth charge)‏ هو سلاح الحرب المضادة للغواصات. الغرض منه هو تدمير غواصة من خلال إسقاط قذيفة الأعماق في الماء في مكان قريب من الغواصة لتفجيره، حيث تخضع الغواصة أو الهدف لصدمة هيدروليكية قوية ومدمرة. معظم قذائف الأعماق، تستخدم شحنة متفجرات عالية التفجير ومجموعة صمامات لتفجير الشحنة على عمق معين. ويمكن إسقاط قذائف الأعماق من قبل السفن وطائرات الدوريات وطائرات الهليكوبتر.

## روابط خارجية
- in re Hermans, 48 F.2d 386, 388 (Court of Customs and Patent Appeals April 15, 1931) (“Meanwhile, however, the Naval Torpedo Station at Newport had developed a type of hydrostatically operated depth charge, which appeared at least the equal of even the latest British design. This firing mechanism was mainly the work of the Bureau's engineer of mines and explosives, Mr. C. T. Minkler. ... The American and British depth charges differ in several main particulars. Ours fires by means of hydrostatic pressure, while the British utilize the seepage principle also.”).
- http://www.maritime.org/doc/depthcharge6/part2.htm illustration and operation of the pistol